# Guilherme Siqueira
Pour les articles homonymes, voir Siqueira.
Guilherme Madalena Siqueira est un footballeur brésilien, né le 28 avril 1986 à Florianópolis. Il évolue au poste d'arrière gauche.

## Biographie
Lors de la saison 2012-2013, il se fait remarquer en inscrivant 6 buts (tous sur penalty) avec Grenade en championnat d'Espagne, ce qui est inhabituel pour un défenseur latéral.
Sous le maillot de Grenade, il aura inscrit 13 buts en 211 matchs dont 11 marqués sur penaltys.
Pendant l'été 2013, le brésilien rejoint le Benfica Lisbonne sous forme de prêt pour 1 saison.
À l'été 2014, il est pressenti pour rejoindre le Real de Madrid, mais il finit par signer à l'Atlético Madrid pour 10 millions d'euros. Il est recruté pour remplacer l'arrière gauche Filipe Luis parti à Chelsea. 
Saison 2014 - 2015 : Lors de la 7e journée de championnat Liga 2014/2015 il décide de tirer un pénalty contre Valence alors que son coéquipier Mandzukic souhaitait le tirer, son tir est arrêté par le gardien Diego Alves.
En janvier 2016, il est prêté pour rejoindre le Valence CF.

## Palmarès
- SL Benfica
  - Champion du Portugal : 2014
  - Vainqueur de la Coupe du Portugal : 2014
  - Vainqueur de la Coupe de la Ligue portugaise : 2014
  - Finaliste de la Ligue Europa : 2014
- Atlético Madrid
  - Vainqueur de la Supercoupe d'Espagne : 2014